# Kamille (luchadora)
Kailey Dawn Farmer (Durham, Carolina del Norte; 24 de octubre de 1992) es luchadora profesional, valet y y ex jugadora de sófbol estadounidense que compite, desde febrero de 2024, para la promoción All Elite Wrestling. Con anterioridad, entre 2018 y 2024, era más conocida por pertenecer a National Wrestling Alliance bajo el nombre de Kamille. Fue campeona mundial femenina de la NWA, con un reinado que duró más de 800 días.

## Carrera profesional

### Comienzos en la lucha libre (2017–2019)
Bajo el nombre de Kamilla Kaine, consiguió su primer título en su año de novato en Platinum Pro Wrestling. Allí, el 19 de mayo de 2017, Kaine ganó una battle royal de siete mujeres para convertirse en la nueva campeona de la Diamonds Division Starlight. Mantuvo el título hasta el año siguiente en el St. Patrick's Day Slamboree, donde perdió un combate a tres bandas contra Dynamite DiDi y Amber Nova.
Ella pasó a trabajar en varias promociones con sede en Florida, incluyendo Real Pro Wrestling (RPW), donde el 1 de agosto de 2017, en el 2 Year Anniversary show, Kaine compitió contra Roxy Rouge en un intento fallido de convertirse en la nueva campeona femenina de RPW.
Kaine también luchó en Shine Wrestling, Atlanta Wrestling Entertainment y American Combat Wrestling entre otros durante los primeros tres años de su carrera. Luchó contra talentos que luego se unieron a grandes promociones (WWE, Impact Wrestling o All Elite Wrestling), como Priscilla Kelly, Su Yung, Shotzi Blackheart, Kiera Hogan, Katie Forbes y Red Velvett.

### National Wrestling Alliance (2018–2024)
Kamilla Kaine hizo su debut en la National Wrestling Alliance (NWA) como mánager de Nick Aldis en el NWA 70th Anniversary Show, el 21 de octubre de 2018, para frustrar la interferencia de Brandi Rhodes. Ella mantendría su presencia en la televisión de la NWA comenzando a aparecer regularmente en el primer episodio de Powerrr con el nombre en el ring retocado a Kamille para acompañar a Aldis de forma regular.
Presentó un personaje poderoso y silencioso a la audiencia de Powerrr y rápidamente se convirtió en parte del nuevo stable de Aldis, Strictly Business, que también estaba formado por su prometido Thom Latimer. El primer combate de Kamille en NWA tuvo lugar en el episodio emitido en televisión del 12 de mayo de 2020 de Powerrr, donde derrotó a Madi Maxx (originalmente, el combate había tenido lugar el 26 de enero de 2020 en Atlanta.
En Back For The Attack, Kamille derrotó a Thunder Rosa para convertirse en la aspirante número 1 al Campeonato Mundial Femenino de la NWA. Conservó su estatus contra Rosa en una revancha en el episodio del 25 de mayo de Powerrr que terminó en un empate con límite de tiempo. En el evento de pay-per-view When Our Shadows Fall, Kamille derrotó a Serena Deeb para convertirse en la nueva Campeona Mundial Femenina de la NWA. En Hilton Rumble, derrotó a Kenzie Paige reteniendo el Campeonato Mundial Femenino de la NWA. En NWA EmPowerrr, derrotó a Leyla Hirsch reteniendo el Campeonato Mundial Femenino de la NWA. A la noche siguiente en NWA 73rd Anniversary Show, derrotó a Chelsea Green y retuvo el Campeonato Mundial Femenino de la NWA. En NWA By Any Means Necessary, derrotó a Kenzie Paige en un 2-out-of-3 Falls Match reteniendo el Campeonato Mundial Femenino de la NWA. En Hard Times 2, derrotó a Melina y retuvo el Campeonato Mundial Femenino de la NWA
En el NWA Powerrr, emitido el 8 de febrero, derrotó a Kiera Hogan reteniendo el Campeonato Mundial Femenino de la NWA. En PowerrrTrip, venció a Taryn Terrell manteniendo el Campeonato Mundial Femenino de la NWA. En la noche 2 de Crockett Cup, ganó a Kylie Rae y a Chelsea Green en una Triple Threat Match continuando poseyendo el Campeonato Mundial Femenino de la NWA.
En NWA Alwayz Ready, derrotó a KiLynn King para seguir liderando el Campeonato Mundial Femenino de la NWA. En el NWA Power Empower emitido el 26 de julio, derrotó a Chelsea Green y retuvo el Campeonato Mundial Femenino de NWA. En la Noche 1 de NWA 74th Anniversary Show, derrotó a Taya Valkyrie reteniendo el Campeonato Mundial Femenino de NWA. A la Noche siguiente, derrotó a Max the Impaler y retuvo el Campeonato Mundial Femenino de NWA. 
En el episodio de Powerrr emitido el 9 de septiembre, se enfrentó a Allysin Kay por el Campeonato Mundial Femenino de NWA, sin embargo terminó sin resultado, debido al límite de tiempo, como consecuencia, Kamille retuvo el título. En Hard Times III: In New Orleans, derrotó a Chelsea Green y a KyLynn King consiguiendo retener el Campeonato Mundial Femenino de NWA. En el episodio de NWA Powerrr - Revolution Rumble emitido el 22 de noviembre, derrotó a Jazmin Allure y retuvo el Campeonato Mundial Femenino de NWA.
En NWA Nuff Said, derrotó a Angelina Love en un No Disqualification Match, manteniendo el Campeonato Mundial Femenino de la NWA.
En la noche 2 de Crockett Cup, derrotó a la luchadora rusa Natalia Markova, reteniendo el Campeonato Mundial Femenino de la NWA.
Finalmente, fue derrotada por Kenzie Paige, poniendo fin a su reinado tras 813 días al frente.
En enero de 2024, el contrato de Kamille con la NWA expiró y se informó de que abandonaría la compañía.

### Lucha Libre AAA Worldwide (2022-2023)
El 17 de septiembre de 2022, Lucha Libre AAA Worldwide anunció que Kamille reemplazaría a Thunder Rosa para desafiar a Taya Valkyrie por el Campeonato Reina de Reinas de AAA en Triplemanía XXX, ya que defendió con éxito su título mundial femenino de NWA contra Valkyire el 27 de agosto en NWA 74. En el evento, que tuvo lugar el 15 de octubre, Valkyrie retuvo el título. El 19 de marzo de 2023, Kamille junto a Deonna Purrazzo y Jordynne Grace, representando a Estados Unidos, ganaron la Copa Mundial de Lucha Libre femenina tras derrotar en la final al Team México (Lady Flammer, La Hiedra y Sexy Star II).

### All Elite Wrestling (2024-presente)
El 29 de abril de 2024, Fightful informó que Kamille había firmado con All Elite Wrestling (AEW) en febrero de ese mismo año. El 24 de julio en Blood & Guts, Kamille hizo su debut oficial en AEW como heel atacando a Britt Baker y formando una alianza con la Campeona de TBS de AEW y Campeona de STRONG Women Mercedes Moné. En el episodio del 31 de julio de AEW Dynamite, Kamille hizo su debut en AEW, derrotando a Brittany Jade en un combate squash. El 30 de octubre en Fright Night Dynamite, fue derrotada por Kris Statlander, sufriendo su primera derrota en AEW. El 27 de noviembre en Thanksgiving Eve Dynamite, Kamille se separó de Moné después de semanas de maltrato, volviéndose cara en el proceso.

## Vida personal
Farmer vive en Clarksville (Tennessee). Allí, Kamille trabaja como agente inmobiliario para la firma Blue Cord Realty. Antes salió con el luchador profesional Adam Scherr, famoso por luchar en la WWE en 2014. 
Actualmente está comprometida con el también luchador profesional Thom Latimer. Farmer es una antigua jugadora de sóftbol de la División I. También jugó como miembro de los Atlanta Steam en la Legends Football League.
Fuera de la lucha, Kamille es creadora de contenidos en plataformas como YouTube y Onlyfans.

## Campeonatos y logros
- Lucha Libre AAA Worldwide

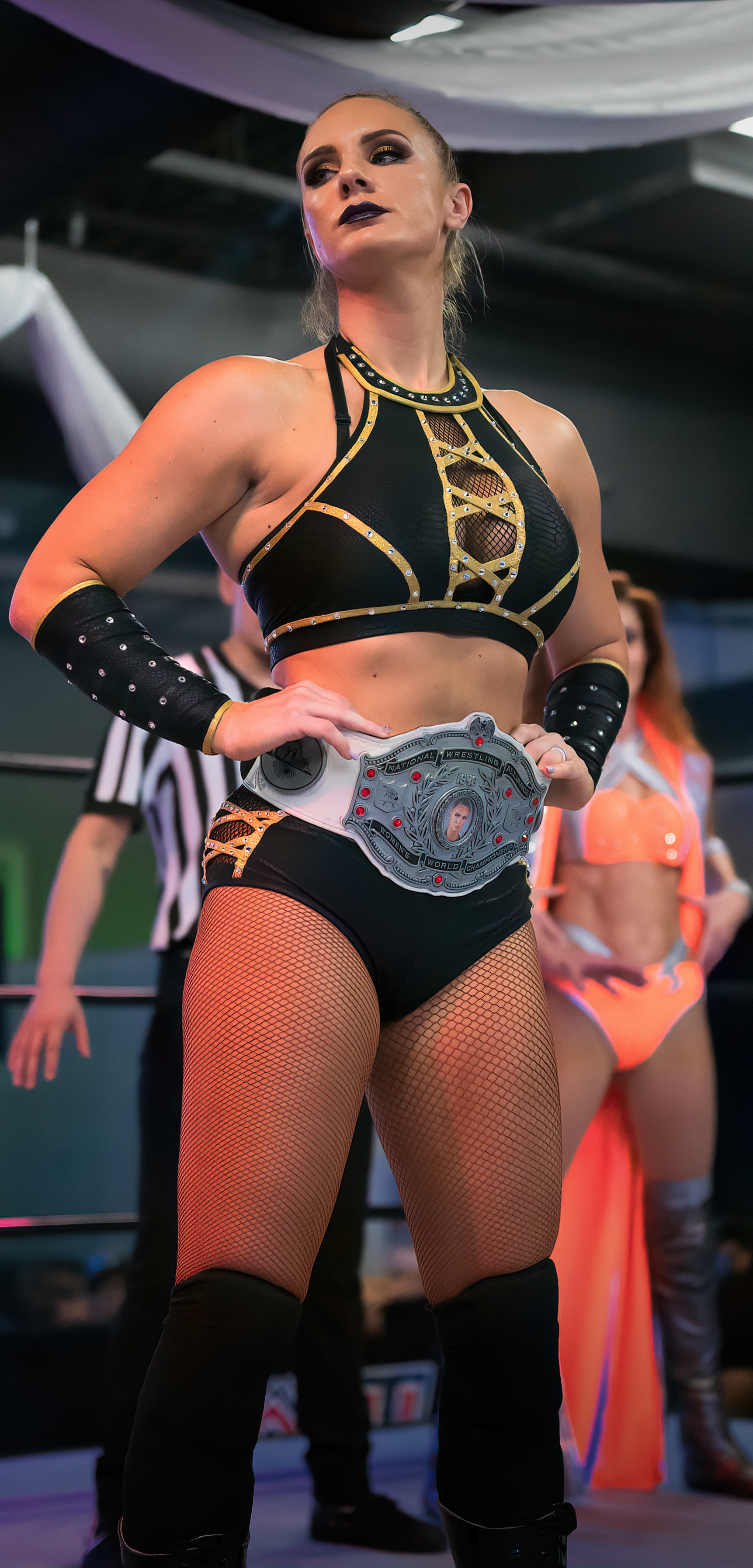
Kamille como la Campeona Mundial Femenina de la NWA.

  - Lucha Libre World Cup (2023) - con Deonna Purrazzo y Jordynne Grace
- National Wrestling Alliance
  - NWA World Women's Championship (1 vez)[8][26]
- Platinum Pro Wrestling
  - Diamonds Division Starlight Championship (1 vez)[27]

- Tried-N-True Pro
  - Tried-N-True Women's Championship (1 vez)

- Pro Wrestling Illustrated
  - Situada en el nº 32 del top 50 de luchadoras femeninas en el PWI Female 50 en 2021[28]
  - Situada en el nº 23 del top 150 de luchadoras femeninas en el PWI Female 150 en 2022[29]
  - Situada en el nº 9 del top 150 de luchadoras femeninas en el PWI Female 150 en 2023[30]